# Șakutivșciîna, Hluhiv
Șakutivșciîna (în ucraineană Шакутівщина) este un sat în comuna Ivașcenkove din raionul Hluhiv, regiunea Sumî, Ucraina.

## Demografie
Componența lingvistică a localității Șakutivșciîna
     Ucraineană (95,83%)
     Rusă (4,17%)
Conform recensământului din 2001, majoritatea populației localității Șakutivșciîna era vorbitoare de ucraineană (95,83%), existând în minoritate și vorbitori de rusă (4,17%).